# Caroline Casaretto
Caroline Casaretto (* 24. Mai 1978 in Krefeld) ist eine ehemalige deutsche Hockeyspielerin, die 2004 Olympiasiegerin wurde.

## Karriere
Ihre Karriere begann die Mittelfeldspielerin beim Crefelder HTC, danach spielte sie bis zum Ende der Saison 2007/2008 beim Münchner SC. In der deutschen Nationalmannschaft erzielte Caroline Casaretto 9 Treffer in insgesamt 83 Spielen. Sie gewann Silber bei der Europameisterschaft 1999 und Bronze bei der Europameisterschaft 2003. Ihr größter Erfolg war der Gewinn der Goldmedaille bei den Olympischen Sommerspielen 2004 in Athen, nachdem sie vier Jahre zuvor mit der deutschen Mannschaft Siebte geworden war. Heute ist Casaretto Grundschullehrerin in München.
Für den Olympiasieg 2004 erhielt sie am 16. März 2005 das Silberne Lorbeerblatt.

## Stationen als Spielerin
- Crefelder HTC
- HC Wacker München
- Münchner SC